# Anna Boghiguian
Anna Boghiguian (* 1946 in Kairo) ist eine ägyptische Malerin, Zeichnerin und Illustratorin.

## Leben und Werk
Anna Boghiguian wurde in Kairo geboren und studierte bis 1969 Politikwissenschaft und Wirtschaftswissenschaft an der American University in Cairo. Ein anschließendes Studium der Kunst (bei Fouad Kamel) und der Musik schloss sie mit dem BfA an der Concordia University in Montreal ab. Sie lebt in Kairo und reist ausgiebig. Indien, Europa und viele andere Orte gehören zu ihren Reisezielen.
Seit vielen Jahren zeichnet und malt Anna Boghiguian während ihrer Reisen, fertigt Collagen an, sowie Zeichnungen, die mit Text kombiniert sind. So hat sich eine Form von Tagebuch mit Momentaufnahmen entwickelt, welche den Betrachter auf eine visuelle und literarische Reise entführen.
Anna Boghiguian hat mehrere Bücher illustriert, darunter einen Lyrikband von Konstantinos Kavafis, Carnet Egyptien von Giuseppe Ungaretti und Farewell to Alexandria von Harry E. Tzalas. Für den Literaturnobelpreisträger Naguib Mahfouz entwarf Boghiguian eine Serie von zwanzig Buchumschlägen.

## Ausstellungen (Auswahl)

### Einzelausstellungen
- 2010: A Journey to Cavafy’s Alexandria Benaki-Museum, Athen
- 2013: Anna Boghiguian & Goshka Macuga, Iniva (Institute of International Visual Arts) in London[4]
- 2018: Anna Boghiguian, Museum der Moderne Salzburg[5]
- 2022: Anna Boghiguian, 'Period of Change' KUB Bregenz (22.10.22 bis 22.01.2023)

### Gruppenausstellungen
- 2009: 11. Istanbul Biennale, Istanbul
- 2011: Sharjah Biennial, Schardscha
- 2012: Unfinished Symphony dOCUMENTA (13), Kassel
- 2013: Cross-border. Künstlerinnen der Gegenwart aus dem arabischen Mittelmeerraum Zentrum für Kunst und Medientechnologie, Karlsruhe[6]
- 2015 Biennale in Venedig
- 2022: 'KUB in Venedig' (aus Anlass des 25-jährigen Bestehens des KUB Bregenz in der 'Scuola die San Pasquale'; u. a. mit Otobong Nkanga)

## Auszeichnungen (Auswahl)
- 2013: Absolut Art Award (Nominierung)[7]
- 2015: Goldener Löwe in Venedig (Biennale, s. o.)
- 2024: Wolfgang-Hahn-Preis Köln[8]